# Александър фон Линзинген
Александър Адолф Август Карл фон Линзинген (на немски: Alexander Adolf August Karl von Linsingen) е немски военен деец, достигнал чин генерал-полковник. Известен е със службата си на Източния фронт по време на Първата световна война. Той е един от малкото висши немски военачалници, които никога по време на конфликта не са служили в германския генерален щаб, а винаги командват полеви войски.

## Биография

### Ранни години
Александър фон Линзинген е роден на 10 февруари 1850 година в град Хилдесхайм, тогава част от Кралство Прусия. От млад проявява интерес към военната служба и през 1868 г. постъпва в пруската армия. Зачислен е в 17-и пехотен полк, а през 1869 г. е повишен в лейтенант. С този чин взима участие във Френско-пруската война от 1870-1871 година.
В продължение на три години след 1878 г. фон Линзинген служи последователно като адютант на 38-а и 39-а пехотна бригада. През 1882 г. е повишен в чин капитан и назначен за командир на рота, а след това и адютант на 11-а пехотна бригада. През 1888 г. е назначен за адютант на дислоцираната в Саарбрюкен 31-ва пехотна дивизия, а година по-късно е назначен в 8-и лейбгренадирски полк и повишен в ранг майор. След това служи и като адютант на XIV армейски корпус в Карлсруе. През 1890 г. е назначен за командир на батальон в 76-и пехотен полк. Пет години по-късно е направен полковник, след което командва последователно през 1897 и 1901 г. 4-ти гренадирски полк и 81-ва пехотна бригада.
На 16 юни 1901 г. е повишен в чин генерал-майор, а на 22 април 1905 г. в генерал-лейтенант, след което е назначен за командир на 27-а пехотна дивизия. Само две години по-късно Линзинген достига ранга генерал от пехотата и получава командването на 2-ри армейски корпус в Щетин. В това положение го заварва и избухването на Първата световна война.

### Първа световна война
В началото на войната Линзинген и неговият армейски корпус са подчинени на германската 1-ва армия, на която е отредена водеща роля в немското настъпление през Белгия и северна Франция. На 23 август 1914 г. участва в боя при Монс, след който немските войски принуждават по-малобройните британски войски да отстъпят, но на свой ред губят ценно за своето настъпление време. В началото на септември фон Линзинген взима дейно участие в битката при река Марна, а командвания от него 2-ри армейски корпус се сражава като част от усиления десен фланг германската 1-ва армия. В това сражение немските войски претърпяват първото си сериозно паражение и са принудени да предприемат общо отстъпление на север.
Неуспехът донася и промени във висшето немско командване. Генерал Ерих фон Фалкенхайн е назначен за нов началник на генералния щаб и незабавно щом германските войски се установяват на стабилна линия по река Ена, той планира да нанесе нов удар на съюзниците при Ипер. В неговото осъществяване роля е отредена и на генерал фон Линзинген, който е подчинен заедно със своя армейски корпус на германската 6-а армия.
Немската атака започва на 19 октомври, но среща упоритата съпротивата на съюзните френски, британски и белгийски войски. В отговор на първоначалния немски неуспех на 10 ноември фон Линзинген оглавява ударна група от два корпуса, но въпреки проведените стремителни и масови атаки сражението завършва с неуспех и многобройни жертви за германските войски поради несъгласуваността на действията на атакуващите сили.
Към началото на 1915 г. генерал Линзинген е прехвърлен на Източния фронт, където застава начело на немската Южна армия отбраняваща Карпатите със своите германски и австро-унгарски части. По това време на германското командване става известна руската подготовка за Карпатска операция целяща нахлуване в Унгария и то разработва план за свое настъпление към Лвов и вдигане руската обсада на Пшемишъл. На командваните от фон Линзинген войски е поставена главната задача. Самото настпление на германските и австро-унгарските сили започва през втората половина на месец януари. Почти по същото време започва и руското настъпление, което довежда до редица ожесточени сблъсъци. Операцията, която протича в рамките на няколко месеца завършва с прогонването на руснаците от планините и преустановяване на настъплението им през април, но не спасява Пшемишъл, който капитулира с гарнизона си от около 120 000 войника. За успехите си на 14 май фон Линзинген е награден с най-престижния немски орден Pour le Mérite за успеха в битката при Стрий и пленяването на 60 000 руски войници.
На 6 юли получава командването на германската Бугска армия, с която успешно атакува руските войски и установява контрол над областта на Припятските блата, който се задържа до края на войната. На 18 септември оглавява група армии „Линзинген“ в южна Полша. По това време германските и австро-унгарските войски постигат големи успехи срещу руските армии и ги принуждават да евакуират Полша.
През май 1916 г. фон Линзинген е изправен пред настъплението на руския генерал Брусилов, който нанася много тежки загуби на противостоящите му австро-унгарски и германски войски вследствие на осъществения от него пробив при град Луцк. Благодарение на навременни подкрепления и действия фон Линзинген успява да предотврати пълния разгром и да дочака изтощаването на руските настъпателни сили.
През 1917 г. разложението в руската армия се засилва, а в самата Русия избухва революция, която довежда и до сключването на примирие и започване на преговори за мир в Брест-Литовск. Поради умишлено протакане от съветска страна през февруари 1918 г. германците прекъсват преговорите и продължават военните действия. На фон Линзинген е наредено да настъпи с 20 пехотни и 5 кавалерийски дивизии до линията Киев - Полтава - Одеса, в резултат на което преговорите се подновяват и е сключен окончателен мирен договор. На 17 април е повишен официално в чин генерал-полковник.
С приключването на войната на изток фон Линзинген е отзован и направен военен губернатор на Берлин. На този пост го заварва и края на Първата световна война. През ноември 1918 г. напуска военната служба.
Генерал-полковник Александър фон Линзинген умира на 5 юни 1935 г. в Хановер.

## Награди
- Германски орден „Железен кръст“, втори клас (1870), първи клас (1914)
- Пруски „Ордена на Короната“, втори клас със звезда
- Баденски орден „Церингенски лъв“, кавалерски кръст втора степен с дъбови листа
- Баварски орден „За военна заслуга“, втори клас със звезда
- Мекленбурски „Орден на Вендската корона“, голям кръст със златна корона
- Мекленбурски „Орден на грифона“, голям командирски кръст
- Вюртембергски „Орден на Фридрих“, голям кръст
- Шведски „Орден на меча“, голям кръст
- Германски орден „Pour le Mérite“(14 май 1915 г.), дъбови листа (3 юли 1915 г)
- Германски орден „Черен орел" (21 януари 1917 г.)
- Германски орден „Червен орел", голям кръст с мечове